# Estadio Jair Carneiro Toscano de Brito
Estádio Municipal Jair Carneiro Toscano de Brito, es un pequeño estadio de fútbol que se encuentra localizado en la ciudad de Angra dos Reis en el estado brasileño de Río de Janeiro, tiene una capacidad de 5.000 espectadores y es el estadio oficial del club deportivo y equipo de fútbol brasileño, Angra dos Reis Esporte Clube equipo que juega sus partidos como local en la Serie B del Campeonato Carioca.

## Eventos
Durante el 2004, se celebró el Campeonato Sudamericano Femenino Sub-19 Brasil 2004, en el cual se disputaron 6 partidos, para definir quien clasificaría a la Copa Mundial Femenina de Fútbol Sub-19 de 2004 jugada en Tailandia.

### Campeonato Sudamericano Femenino Sub-19 de 2004
| 25 de mayo de 2004 | Paraguay | 1:0 | Bolivia |  |  |

| 25 de mayo de 2004 | Brasil | 7:2 | Ecuador |  |  |

| 27 de mayo de 2004 | Paraguay | 2:0 | Ecuador |  |  |

| 27 de mayo de 2004 | Brasil | 4:0 | Bolivia |  |  |

| 29 de mayo de 2004 | Bolivia | 1:2 | Ecuador |  |  |

| 29 de mayo de 2004 | Brasil | 5:2 | Paraguay |  |  |